# Anticoma subsimilis
Anticoma subsimilis är en rundmaskart som beskrevs av Nathan Augustus Cobb 1914. Anticoma subsimilis ingår i släktet Anticoma och familjen Anticomidae. Inga underarter finns listade i Catalogue of Life.